# Faworki

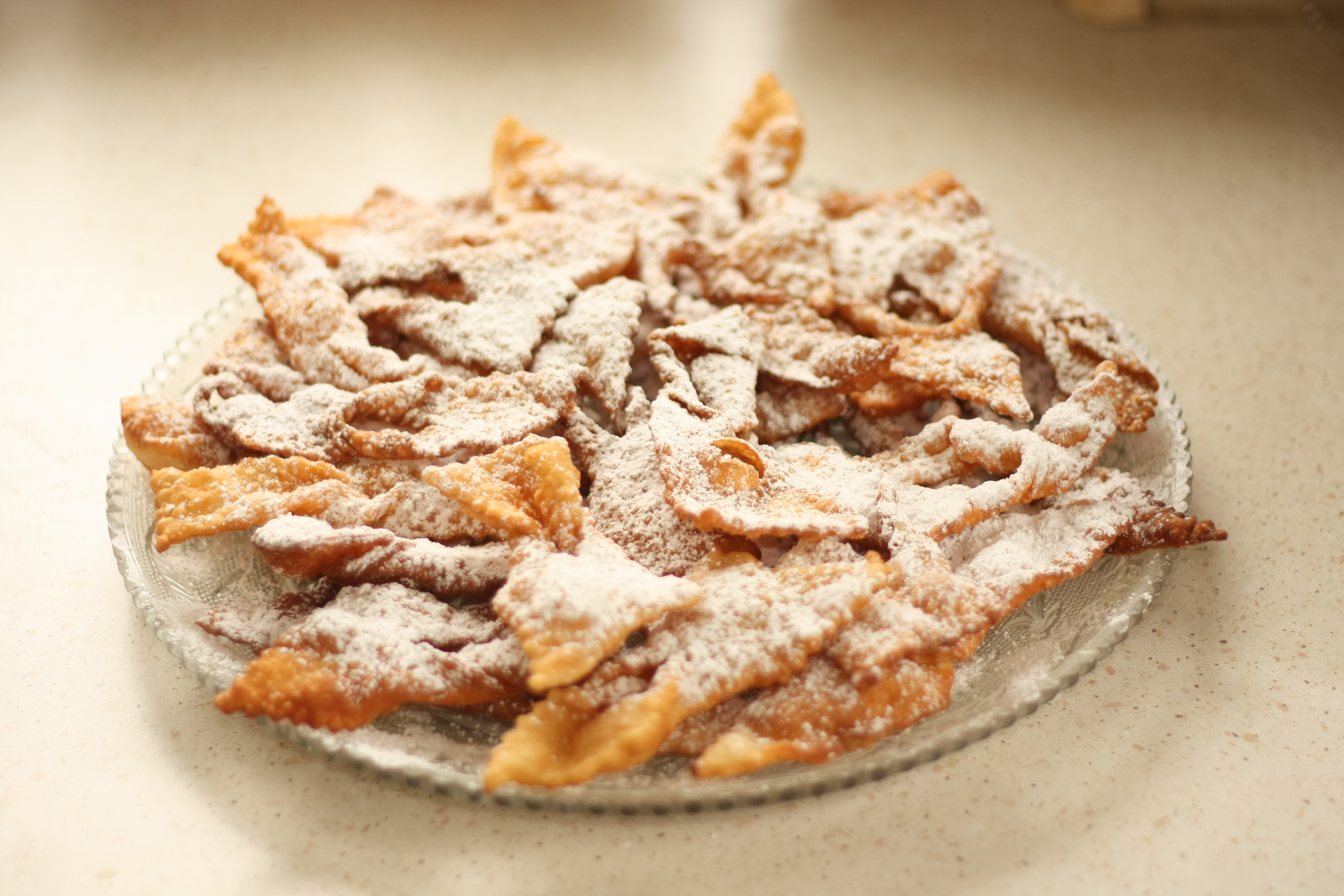
Faworki

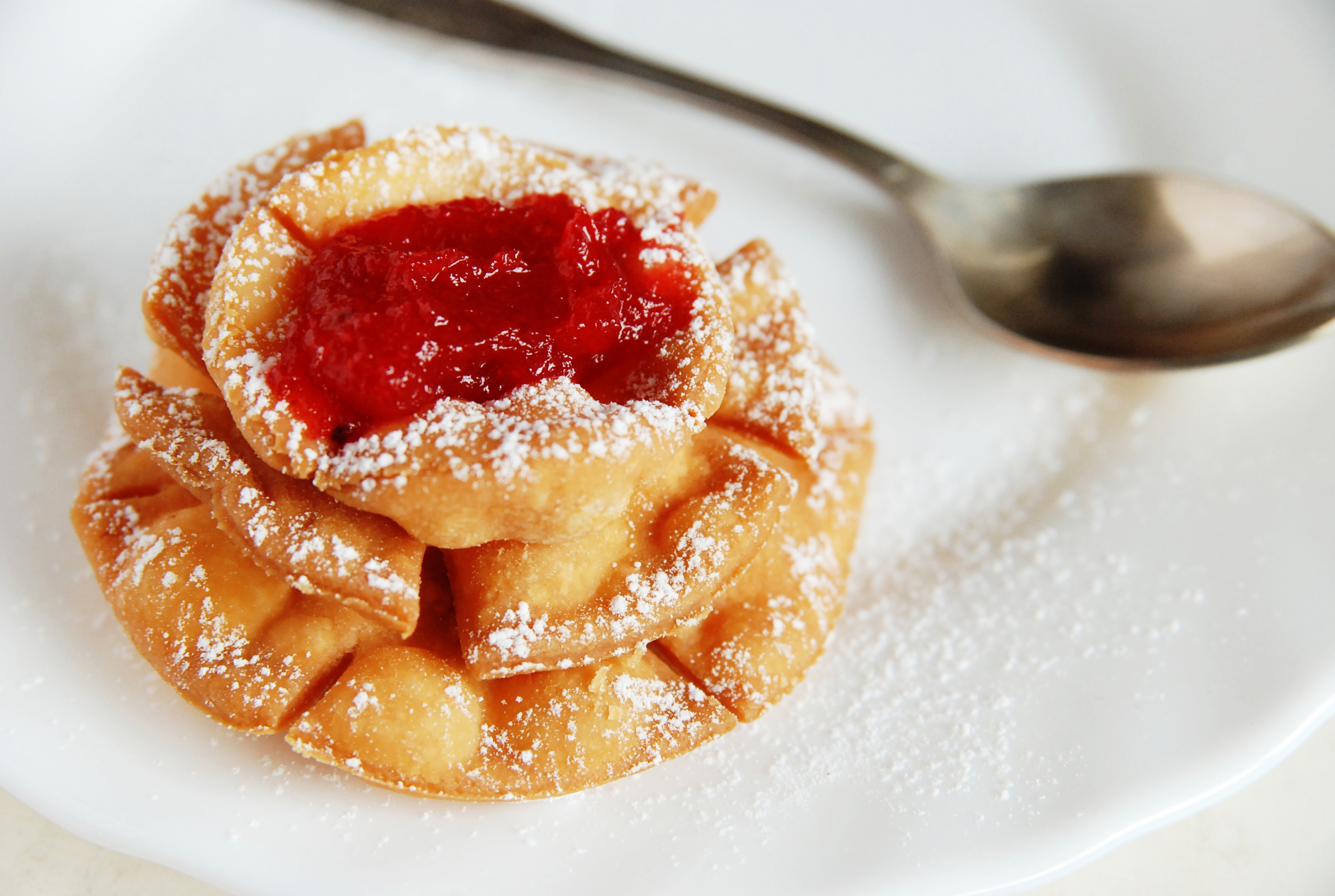
Róża karnawałowa

Faworki – auch Chrusty oder Chruściki, Kreple, dt. Raderkuchen genannt – sind ein traditionelles ost- und westpreußisches, ebenso polnisches Schmalzgebäck, das während der Fastnachtszeit hergestellt wird. Das Gebäck hat die Form geschlungener Teigschleifen, die nach dem Ausbacken mit Puderzucker bestreut werden. Es hat starke Ähnlichkeit mit den rheinischen Mutzen.
Faworki werden aus Sahneteig geformt, einer Abwandlung von Mürbeteig. Zum Mürbeteig, der sehr viel Ei und nur wenig Fett und Zucker enthalten soll, wird Sahne hinzugegeben und eingearbeitet. Um die Faworki aufgehen zu lassen und um eine übermäßige Fettaufnahme zu verhindern, gibt man Primasprit oder Essig zu. Der Teig muss lange und intensiv geknetet werden und ruhen. Anschließend wird er sehr dünn ausgerollt und in 10–15 cm lange Rauten geschnitten, aus denen dann Schleifen geschlungen werden, die man in heißem Fett ausbäckt. 
Eine ähnliche Spezialität ist die Róża karnawałowa („Karnevalsrose“). Hierfür werden aus demselben Teig jeweils drei runde Plätzchen von abnehmendem Umfang ausgestanzt und an den Rändern eingekerbt. Man drückt die Teigplätzchen in der Mitte aufeinander, sodass sie im heißen Fett gemeinsam zu einem rosenblütenartigen Gebilde aufgehen. In den Kelch der Rose gibt man Sauerkirsch- oder Hagebuttenmarmelade und bestreut sie mit Puderzucker. 
Der Name des Gebäcks, „Faworki“, bezieht sich auf einen aus dem Französischen übernommenen und dem Polnischen angeglichenen Ausdruck, nämlich die Bezeichnung für bunte Bänder und Schleifen, wie sie im Mittelalter Rittern von ihren Damen angeheftet und später unter Liebenden ausgetauscht wurden (faveurs oder rubans faveur). Faworki sind auch in der litauischen und belarussischen Küche verbreitet. In den Vereinigten Staaten sind sie – neben der verwandten polnischen Spezialität Pączki – ebenfalls bekannt. Man nennt sie dort auch Angel Wings („Engelsflügel“) oder Favors.